# Cefalàlgia tensional
La cefalàlgia (o cefalea) tensional (també denominada cefalea muscular o vasomotora) és un tipus de cefalàlgia contínua, no pulsàtil, en què el pacient refereix habitualment un dolor opressiu, que envolta la part alta del cap. La duració és variable, entre uns pocs minuts i uns quants dies i, en general, no s'acompanya d'altres símptomes. La presència d'altres alteracions, més enllà del dolor, posa en dubte el diagnòstic. Tot i que el tractament més idoni és l'eliminació del factor estressant, aquests pacients consulten sovint el neuròleg.

## Causes
Habitualment és originada per una contracció continuada pels músculs del cap i coll, produint-se una isquèmia a l'interior del múscul contret. Aquesta tensió pot deure's a una postura corporal incorrecta, exposició a situacions d'estrès social o psicològic o constituir una reacció normal al cansament intens. Sovint s'associa a:
- Trastorns de la son.
- Trastorns afectius.
- Estats d'angoixa.

## Tractament
Les cefalees episòdiques de tipus tensional responen generalment bé a medicacions habituals com ara els AINEs (el que ha demostrat ser més útil de tots ells és l'ibuprofè). Altres medicacions útils inclouen l'amitriptilina la mirtazapina, els mecanismes de biofeedback i el valproat sòdic (com a profilaxi). També s'han assajat altres tractaments com ara la toxina botulínica (amb resultats variats) i l'acupuntura.